# Liga Formoseña de Fútbol
La Liga Formoseña de fútbol es una de las ligas regionales de fútbol en Argentina que agrupa a los equipos de fútbol de la ciudad de Formosa. La asociación organiza un torneo anual de 20 equipos, siendo los más destacados los clubes Sportivo Patria, San Martín, Primero de Mayo y Sol de América.
La liga Formoseña también tiene las categorías de Primera"B" y Primera"C".

## Historia
La Liga Formoseña de Fútbol dio sus primeros pasos en el año 1922 de la mano del Dr. Félix Cristóbal.
legalmente se creó el 31 de julio de 1923, siendo su primer presidente el Ingeniero Luis González, Afiliado a la Asociación Argentina de Football, en 1926.
Ese mismo año (1923) tuvo a su primer campeón de la Primera "A", el Club Social y Deportivo Luis Jorge Fontana. En el año 1947 se creó la Primera "B" teniendo como primer campeón a Club Sportivo, Social y Cultural Chacra 8.
En el año 1987 se creó la Primera "C" que tuvo como primer campeón a San José Obrero.
Y también se creó la Primera "D", que se creó en el año 1990.
Y desapareció en el año 2018, con la reestructuración de la liga, donde se acordó la modificación del torneo oficial, que estaría compuesto por tres categorías de 20 equipos cada una.
La Liga Formoseña de Fútbol tuvo varios presidentes destacados como: El ingeniero Luis González, Juan Biscaro, Antonio Romero, Roberto Lemos, Ramón Perelli y Luciano Ciotti. Desde agosto de 2013 el presidente es el ingeniero Jorge Jofré. Tuvo su sede propia en la calle Tucumán (hoy Eva Perón) n.º 837, la cual fue vendida en el año 1987 bajo la presidencia de Roberto Lemos. 

## Estadio
La Liga Formoseña de Fútbol tuvo varios escenarios de juego, el primero en la manzana de las calles España, Deán Funes, Padre Patiño y Saavedra, actual microcentro de la ciudad de Formosa (provincia de Formosa).
El segundo estadio que tuvo, estaba en la manzana de las calles José María Uriburu, Moreno, Deán Funes y Brandsen a pocos metros de la iglesia catedral.
El tercer estadio estuvo en las manzanas de las calles Maipú, Deán Funes, Padre Patiño y Juan José Silva, en la actualidad allí funciona la Escuela N1.º José de San Martín.
El cuarto estadio fue en la manzana que comprende las calles Sarmiento, Av. 25 de Mayo, José María Uriburu y Julio A. Roca, en la actualidad allí está el colegio nacional Juan José Silva, fue el primer escenario con tribunas de maderas y cerrado con chapas.
El quinto estadio de la Liga Formoseña de Fútbol fue en la manzana comprendida en las calles Paraguay, Av. 9 de Julio, Fontana y Ayacucho, ahí ocurrió un hecho para
destacar que fue la obtención del Torneo Regional 1976 por parte de Club Sportivo Patria que le permitió jugar el Torneo Nacional.
La Liga Formoseña de Fútbol tiene su actual estadio ubicado en Av. Gutnisky N.º 2.800 y que fue inaugurado el 16 de julio de 1981 con la presencia de la Selección Argentina campeona del Mundo 1978, lleva por nombre Don Antonio Romero.

## Primera "A"
Para la temporada 2025 participarán 20 clubes.
| Equipo                        | Ciudad                  |
| ----------------------------- | ----------------------- |
| Inter de Barrio Obrero        | Formosa (ciudad)        |
| 1.º de Mayo                   | Formosa (ciudad)        |
| Defensores del Rosario        | Formosa (ciudad)        |
| Villa Jardín                  | Formosa (ciudad)        |
| Estudiantes del San Francisco | Formosa (ciudad)        |
| Chacra 8                      | Formosa (ciudad)        |
| San Lorenzo de Formosa        | Formosa (ciudad)        |
| San José Obrero               | Formosa (ciudad)        |
| Municipal de Laishí           | San Francisco de Laishí |
| Avellaneda                    | Formosa (ciudad)        |
| Libertad de Eva Perón         | Formosa (ciudad)        |
| 8 de diciembre                | Formosa (ciudad)        |
| Sportivo Patria               | Formosa (ciudad)        |
| Defensores de Evita           | Formosa (ciudad)        |
| Fontana                       | Formosa (ciudad)        |
| San Agustín                   | Formosa (ciudad)        |
| Defensores de Herradura       | Herradura (Formosa)     |
| San Martín                    | Formosa (ciudad)        |
| Sol de América                | Formosa (ciudad)        |
| Sol de Mayo                   | Formosa (ciudad)        |

## Primera "B"
Para la temporada 2025 participarán 20 clubes.
| Equipo                   | Ciudad                  |
| ------------------------ | ----------------------- |
| Antenor Gauna            | Formosa (ciudad)        |
| Deportivo Tatané         | Tatané                  |
| 13 de junio de Formosa   | Formosa (ciudad)        |
| 17 de agosto             | Formosa (ciudad)        |
| José Manuel Estrada      | Formosa (ciudad)        |
| La Cuadra                | Formosa (ciudad)        |
| Domingo Savio            | Formosa (ciudad)        |
| Estrellas de Laishí      | San Francisco de Laishí |
| República Argentina      | Formosa (ciudad)        |
| Katrina                  | Formosa (ciudad)        |
| Garrido                  | Formosa (ciudad)        |
| Fátima                   | Formosa (ciudad)        |
| Deportivo Merlo          | Formosa (ciudad)        |
| Sargento Rivarola        | Formosa (ciudad)        |
| Atlético Rivadavia       | Formosa (ciudad)        |
| Unión Divino Niño        | Formosa (ciudad)        |
| Juventud                 | Formosa (ciudad)        |
| 6 de enero               | Formosa (ciudad)        |
| Juniors                  | Formosa (ciudad)        |
| Independiente de Fontana | Formosa (ciudad)        |

## Primera "C"
Para la temporada 2025 participarán 19 clubes.
| Equipo                    | Ciudad           |
| ------------------------- | ---------------- |
| Mariano Moreno            | Formosa (ciudad) |
| Deportivo Formosa         | Formosa (ciudad) |
| Club Atletico Barrio Vial | Formosa (ciudad) |
| Talleres Eva Peron        | Formosa (ciudad) |
| 5 de Octubre              | Formosa (ciudad) |
| Argentinos Jrs. Liborsi   | Formosa (ciudad) |
| 8 de Enero                | Formosa (ciudad) |
| Diablos Rojos             | Formosa (ciudad) |
| San Francisco             | Formosa (ciudad) |
| Defensa y Justicia        | Formosa (ciudad) |
| Galo Mareco               | Formosa (ciudad) |
| Quilmes                   | Formosa (ciudad) |
| El Fortin                 | Formosa (ciudad) |
| Medalla Milagrosa         | Formosa (ciudad) |
| Platense                  | Formosa (ciudad) |
| 12 de Octubre             | Formosa (ciudad) |
| El Porvenir (Solano Lima) | Formosa (ciudad) |
| Deportivo la Paz          | Formosa (ciudad) |
| Internacionale            | Formosa (ciudad) |

## Clásicos
Se denomina "clásico" al partido que enfrenta a dos equipos cuyas rivalidades entre hinchas perduran en el tiempo, principalmente por vivir en el mismo barrio o zona geográfica pero también por cuestiones que van desde el orgullo de ser "el más grande". A continuación se listan los clásicos que suelen o solían ser disputados:
- Clásicos Formoseños: Sportivo Patria vs CSG San Martín - San Martín vs. Sol de América - Sol de América vs Sportivo Patria.

- Clásico Decano: Club Fontana vs Sportivo Patria

- Clásico del Barrio San Miguel: Sol de América vs Chacra 8

- Clásico del Barrio Fontana: Club Fontana vs. Independiente

- Clásico Interbarrial: CSG San Martín vs 1.º de Mayo

- Clasico Albinegro: Deportivo Formosa vs. Libertad del Eva Perón
- Clásico Interbarrial: Inter de Barrio Obrero vs 1.º de Mayo

## Historial de Campeones
Los campeonatos de Primera División (Lff. A) de la Liga Formoseña iniciaron en 1923. El torneo se juega de manera anual desde entonces, registrando solo dos interrupciones: en 1928, donde el torneo quedó desierto; y en 2020, donde no se disputó debido a la pandemia por el covid. En la actualidad se juega un solo torneo. 
Hubo un tiempo, donde se jugaba un Apertura (durante la primera mitad del año) y un Clausura (en la última mitad) obteniendo de esta manera dos ganadores que juegan entre sí la Final Anual, que determina al equipo campeón de la temporada. 
El campeón y subcampeón de la Liga Formoseña de Futbol clasifican al Torneo Regional Federal Amateur. 
| Equipo                   | Títulos | Años Campeón                                                                                          |
| ------------------------ | ------- | --- |
| Sportivo Patria          | 17      | 1934, 1939, 1944, 1946, 1952, 1954, 1958, 1966, 1969, 1970, 1976, 1978, 1979, 1981, 1985, 1991, 2004. |
| San Martín               | 13      | 1968, 1980, 1988, 1989, 1994, 2000, 2005, 2006, 2007, 2008, 2010, 2018, 2021.                         |
| 1° de Mayo               | 12      | 1938, 1940, 1948, 1953, 1956, 1964, 1967, 1993, 1995, 1999, 2015, 2019.                               |
| Sol de América           | 9       | 1957, 1960, 1962, 1963, 1965, 1974, 1987, 2012, 2014.                                                 |
| Ferroviario              | 9       | 1926, 1927, 1929, 1931, 1932, 1933, 1935, 1936, 1942.                                                 |
| Chacra 8                 | 6       | 1961, 1971, 2001, 2002, 2003, 2009.                                                                   |
| Fontana                  | 6       | 1923, 1925, 1937, 1941, 1959, 2011.                                                                   |
| Sarmiento                | 6       | 1943, 1947, 1949, 1950, 1951, 1955.                                                                   |
| Defensores de Formosa    | 6       | 1986, 1992, 1997, 2016, 2022, 2023.                                                                   |
| Estrada                  | 5       | 1972, 1973, 1982, 1983, 1984.                                                                         |
| Independiente de Fontana | 2       | 2013, 2017.                                                                                           |
| San Lorenzo              | 2       | 1990, 1998.                                                                                           |
| Textil Formosa           | 2       | 1975, 1977.                                                                                           |
| 8 de diciembre           | 1       | 2024                                                                                                  |
| Sol de Mayo              | 1       | 1945.                                                                                                 |
| Atlético Formosa         | 1       | 1996.                                                                                                 |
| Atlético Unión           | 1       | 1930.                                                                                                 |
| Alborada                 | 1       | 1924.                                                                                                 |

Los campeonatos de Segunda División de la Liga Formoseña (Lff. B) iniciaron en 1947. El torneo se juega de manera anual desde entonces, el campeón obtiene un lugar en el torneo federativo de clubes.
| Año                      | Campeón                       | Subcampeón/Ascendido                    |
| ------------------------ | ----------------------------- | --------------------------------------- |
| 2024                     | Inter de Barrio Obrero        | San Agustín                             |
| 2023                     | La Cuadra                     | Estudiantes del San Francisco           |
| 2022                     | Villa Jardín                  | Avellaneda                              |
| 2021 (torneo no oficial) | Estudiantes del San Francisco | Katrina                                 |
| 2019                     | Defensores del Rosario        | Antenor Gauna                           |
| 2018                     | San Lorenzo                   | Defensores de Herradura                 |
| 2017                     | San Agustín                   | Deportivo Formosa                       |
| 2016                     | A. J. J. M. Estrada           | Defensores de Herradura                 |
| 2015                     | La Cuadra                     | Municipal Laishi                        |
| 2014                     | 1.º de Mayo                   | Inter Barrio Obrero                     |
| 2013                     | Deportivo Formosa             | Libertad Eva Peron                      |
| 2012                     | 8 de diciembre                | San Lorenzo                             |
| 2011                     | San Francisco                 | San José Obrero                         |
| 2010                     | Municipal Laishi              | Independiente Fontana                   |
| 2009                     | Libertad Eva Peron            | Quilmes 2 de Abril                      |
| 2008                     | Defensores del Rosario        | Independiente Fontana                   |
| 2007                     | Municipal Laishi              | Sol de Mayo                             |
| 2006                     | 1.º de Mayo                   |                                         |
| 2005                     | San Lorenzo                   | San Francisco                           |
| 2004                     | Sol de América                |                                         |
| 2003                     | Sol Nasciente                 | San José Obrero                         |
| 2002                     |                               |                                         |
| 2001                     |                               | San Francisco                           |
| 2000                     |                               |                                         |
| 1999                     | Fontana                       |                                         |
| 1998                     |                               |                                         |
| 1997                     |                               |                                         |
| 1996                     | Fontana                       | San José Obrero, Defensores del Rosario |
| 1995                     |                               | Atl. Formosa                            |
| 1994                     |                               | Sol de Mayo                             |
| 1993                     |                               |                                         |
| 1992                     |                               |                                         |
| 1991                     | Sol de América                | Sarmiento                               |
| 1990                     |                               |                                         |
| 1989                     | 1.º de Mayo                   |                                         |
| 1988                     |                               |                                         |
| 1987                     |                               |                                         |
| 1986                     |                               |                                         |
| 1985                     |                               |                                         |
| 1984                     |                               |                                         |
| 1983                     |                               |                                         |
| 1982                     | Chacra 8                      |                                         |
| 1969                     | Defensores de Formosa         |                                         |
| 1955                     | Sol de América                |                                         |
| 1947                     | Chacra 8                      |                                         |